# Барон Ньюборо

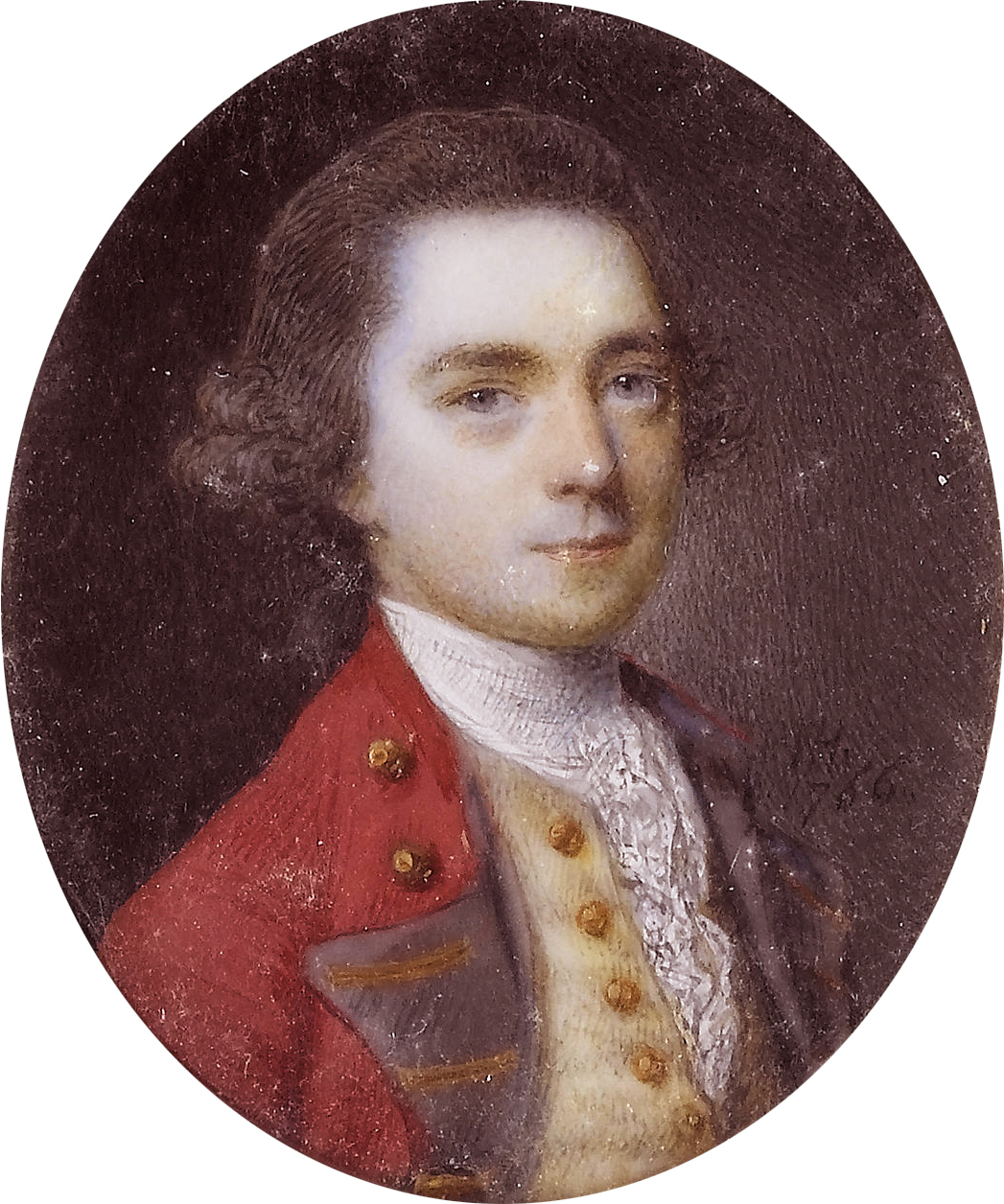
Томас Вінн (1736 – 1807), І барон Ньюборо.

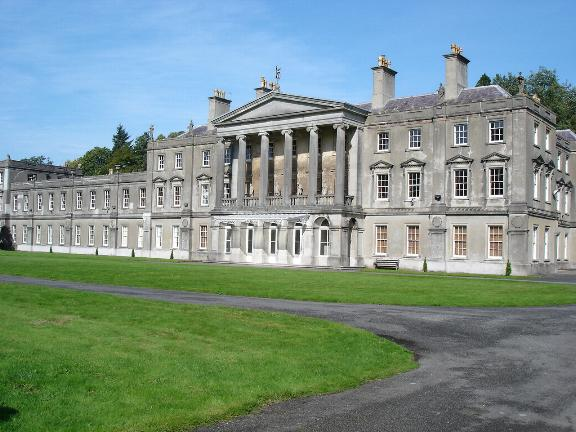
Палац Глінлліфон, резиденція баронів Ньюборо.

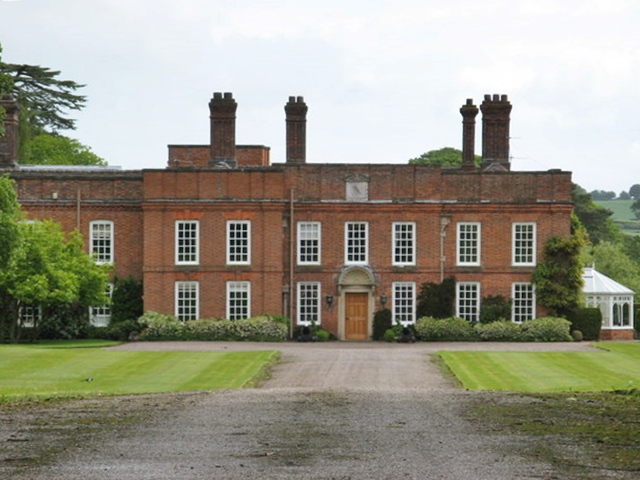
Пеплоу-Холл, резиденція баронів Ньюборо.

Барони Ньюборо (англ. - Baron Newborough) – аристократичний титул в Ірландії, пер Ірландії. 

## Історія баронів Ньюборо
Титул баронів Ньюборо створювався в Ірландії двічі. І обидві гілки збереглися. Перший раз титул барон Ньюборо був створений 1716 року для Джорджа Чолмондлі, що пізніше став ІІ графом Холмонделлі. Потім його нащадкам було даровано титул маркізів Холмонделлі. Другий раз титул баронів Ньюборо був створений в 1776 року для сера Томаса Вінна – ІІІ баронета Вінн. Він був депутатом парламенту і представляв в парламенті в палаті громад землі Карнарвоншир, Сент-Айвс, Бомаріс. Він отримав посаду лорд-лейтенанта Кернарвоншира. Його старший син, ІІ барон Ньюборо теж був депутатом парламенту від земель Кернарвонширу. Він не одружився, не мав дітей. Його титул успадкував його молодший брат, що став ІІІ бароном Ньюборо. Він отримав посаду шерифа Англсі в 1847 році. Після його смерті титул успадкував його онук, що став IV бароном Ньюборо і був сином Томаса Джона Вінна. IV барон Ньюборо попер, перебуваючи в діючій армії під час Першої світової війни внаслідок зараження інфекційною хворобою. Титул успадкував його молодший брат, що став V бароном Ньюборо. Він помер у 1957 році, титул успадкував його двоюрідний брат, що став VI бароном Ньюборо. Він був сином Чарльзом Генрі Вінна – сином третього сина ІІІ барона Ньюборо. На сьогодні титулом бароном Ньюборо володіє онук VI барона Ньюборо – VIII барон Ньюборо. 
Баронети Вінн жили в Бодвені (графство Кернарфон). Цей титул був створений 25 жовтня 1742 року для діда І барона Ньюборо Томаса Вінна. Він був депутатом Палати Громад парламенту і представляв графство Кернарфон. Крім того, він був суддею. Успадкував титул його син, що став ІІ баронетом Вінн, що теж став депутатом парламенту і був представником Кернарфону та Кернарвонширу. Титул успадкував його син, що став ІІІ баронетом Вінн. 
Резиденцією баронів Ньюборо є Пеплоу Холл, що юіля Ходнета (Шропшир). Родина Вінн володіє маєтком Руг, що поблизу Корвена (Денбігшир), колись родина володіла маєтком Глінліфон, що біля Лландврога (Гвінедд, Уельс).  

## Династія баронів Ньюборо

### Баронети Вінн з Бодвена
- Сер Томас Вінн (1677 – 1749) – І баронет Вінн
- Сер Джон Вінн (1701 – 1773) – ІІ баронет Вінн
- Сер Томас Вінн (1736 – 1807) – ІІІ баронет  (нагороджений титулом барон Ньюборо у 1776 році)

### Барони Ньюборо
- Томас Вінн (1736 – 1807) – І барон Ньюборо
- Томас Джон Вінн (1802 – 1832) – ІІ барон Ньюборо
- Спенсер Балклі Вінн (1803 – 1888) – ІІІ барон Ньюборо
- Вільям Чарльз Вінн (1873 – 1916) – IV барон Ньюборо
- Томас Джон Вінн (1878 – 1957) – V барон Ньюборо
- Роберт Воган Вінн (1877 – 1965) – VI барон Ньюборо
- Роберт Чарльз Майкл Воган Вінн (1917 – 1998) – VII барон Ньюборо
- Роберт Воган Вінн (нар. 1949) – VIII барон Ньюборо

Спадкоємцем титулу є двоюрідний брат теперішнього власника титулу Ентоні Чарльз Воган Вінн (1949 р. н.). Спадкоємцем спадкоємця є його брат Ендрю Гай Вінн (нар. 1950). Далі титул може успадкувати його син – Олександр Чарльз Гай Вінн (1981 р. н.).